# Eduard Čabala
Eduard Čabala (* 1. května 1946) je bývalý slovenský fotbalista, obránce. Po skončení aktivní kariéry působil jako asistent trenéra Tatranu Prešov a jako trenér v regionálních soutěžích.

## Fotbalová kariéra
V československé lize hrál za Tatran Prešov. Nastoupil ve 166 ligových utkáních a dal 5 gólů. V Poháru UEFA nastoupil v roce 1973 v domácím utkání proti jugoslávskému týmu Velež Mostar a dal 1 gól. Po skončení ligové kariéry přestoupil do LVS Poprad.

## Ligová bilance
| Ročník                                   | Zápasy | Góly | Minuty | Klub          |
| ---------------------------------------- | ------ | ---- | ------ | ------------- |
| 1. československá fotbalová liga 1969/70 | 30     | 0    | -      | Tatran Prešov |
| 1. československá fotbalová liga 1970/71 | 29     | 1    | -      | Tatran Prešov |
| 1. československá fotbalová liga 1971/72 | 29     | 1    | -      | Tatran Prešov |
| 1. československá fotbalová liga 1972/73 | 30     | 0    | 2700   | Tatran Prešov |
| 1. československá fotbalová liga 1973/74 | 21     | 2    | -      | Tatran Prešov |
| 1. československá fotbalová liga 1977/78 | 27     | 1    | 2430   | Tatran Prešov |
| CELKEM                                   | 166    | 5    | 2430   |               |